# Aromiella
Aromiella is een kevergeslacht uit de familie van de boktorren (Cerambycidae). De wetenschappelijke naam van het geslacht werd voor het eerst geldig gepubliceerd in 1971 door Podaný.

## Soorten
Aromiella omvat de volgende soorten:
- Aromiella fruhstorferi Podaný, 1971
- Aromiella thompsoni Podaný, 1971